# ジェシカ・ジョーンズ (テレビドラマ)
『ジェシカ・ジョーンズ』（Marvel's Jessica Jones, またはJessica Jones）は、2015年から2019年に放送されたアメリカ合衆国のテレビドラマシリーズ。マーベル・コミックの同名キャラクターでジェシカ・ジョーンズを基にメリッサ・ローゼンバーグがネットフリックスで企画したウェブテレビジョンシリーズである。マーベル・シネマティック・ユニバースに属する作品である。

## 概要
「マーベル・コミック」のアメリカン・コミックの実写作品を同一の世界観で扱う『マーベル・シネマティック・ユニバース』シリーズに属する作品であり、様々な映画作品と世界観を共有している。
本作では、スーパーヒーロー（ヒロイン）だったが過去の事件によりヒーローを廃業し、ニューヨークのヘルズ・キッチンで私立探偵業を営むジェシカ・ジョーンズをクリステン・リッターが演じる。
シリーズはネットフリックスによるマーベル・シネマティック・ユニバース作品の2本目であり、『ディフェンダーズ』のミニシリーズでクロスオーバーする予定である。製作はマーベル・テレビジョンがABCスタジオと共同で行い、ショーランナーはメリッサ・ローゼンバーグが務める。
2015年11月20日にシーズン1の全話が配信された。日本では2017年3月3日より配信開始。
2016年1月にシーズン2の製作が発表され、2018年3月8日に配信開始された。
2018年4月には最終シーズン3が発表され、2019年6月14日に配信された。
しかしシーズン3配信を控えた2019年3月には、前年の「アイアン・フィスト」、「ルーク・ケイジ」、「デアデビル」に続き「パニッシャー」とともに打ち切りが発表された。
なお、Netflixとマーベルの間で交わされた契約に従い、ジェシカ・ジョーンズが打ち切られてから2年間はNetflixと共同制作したドラマシリーズのキャラクターを使用できないため、マーベルが本シリーズやキャラクターの権利を再取得できるのは早くて2021年2月頃となった。そして、同年2月19日に該当の契約が消滅したとアメリカの現地メディアが報じた。これにより、Netflixが製作に関わらないマーベルのドラマや映画に本シリーズのキャラクターを登場させることが可能になった。
2022年2月28日をもって、本作品や『デアデビル』を始めとする、マーベルとNetflix共同制作のドラマシリーズが全世界において、Netflixでの配信が終了した。その後、同年3月16日からDisney+のサービス展開地域にて順次配信されることが同月1日にウォルト・ディズニー・カンパニーから発表された。日本では同年6月24日に配信されることが同月14日にウォルト・ディズニー・ジャパンから発表された。
2025年5月、ニューヨークにて開催された広告主向けプレゼンテーションにて『デアデビル:ボーン・アゲイン』のシーズン2にジェシカ・ジョーンズが登場することが発表された。Netflix時代に同役を演じたクリステン・リッターも続投する予定。

## ストーリー

### シーズン1
悲劇的な事件によりヒーローを引退したジェシカ・ジョーンズはヘルズ・キッチンに「エイリアス探偵事務所」を開き、超常能力を持つ人々が絡んだ様々な事件を扱うと同時に、自身の人生を再建しようと苦闘する。

### シーズン2
「ディフェンダーズ」での戦いの後、探偵業を再開。仕事は順調ながらもシーズン1でキルグレイブを殺したことをトリシュがラジオで喋ってしまったことにより世間に知られてしまっている。そのため、ヒーロー扱いされる生活にうんざりしている。
一方でそのトリシュはジェシカの過去の事故の件を独自に捜査していると、病院の記録が紛失している事を知るー。

## 登場人物
ジェシカ・ジョーンズ(Jessica Jones)
演 - クリステン・リッター(Krysten Ritter)、（少女時代）エリザベス・カプチーノ(Elizabeth Cappuccino)、日本語吹替 - 渡辺明乃
ニューヨークのヘルズ・キッチンで探偵を営む女性。怪力と高い跳躍力を持ったスーパーヒーローだったが、過去にキルグレイヴに捕まり洗脳され、彼に数か月を奪われたうえに殺人まで犯させられる。
キルグレイヴの手から脱出を果たした後、ヘルズ・キッチンで探偵事務所を開いた。
自宅での一人暮らしとはいえ、トイレのドアは開けっ放し、寝る前に飲んだグラスもソファーに投げっぱなし、寝るときは下着とかなりズボラでガサツ。口も悪く依頼人とも口論になり、たまに逆上した依頼人はその力で瞬時にねじ伏せられる。探偵としての調査能力は優秀なようだが、弁護士のエリによるとプロとしての意識に欠け軽率で気分屋。バーのマスターであるルークには小さい体の割によく飲むと言われるほどの酒豪で、毎晩のように寝酒をする。
洗脳事件の後遺症であるPTSDに苦しんでおり、ふとした瞬間にキルグレイヴの影と声を思いだして呼吸困難を起こしており、その度にカウンセリング中に学んだ自分の産まれた家の番地を繰り返し言葉にしている。眠れない夜はアパートを覗き見しながらバーボンを飲み人間観察をしている。
シーズン2
「ディフェンダーズ」での戦いの後、探偵業を再開している。しかし、依頼人とのトラブルは相変わらず。更には名前は出していないがトリシュがキルグレイブとの一件をラジオで喋ってしまった為に周囲に能力者と知られてしまった事でヒーロー扱いされることに辟易している。
ルーク・ケイジ(Luke Cage)
演 - マイク・コルター(Mike Colter)、日本語吹替 - 竹田雅則
冤罪により服役していた刑務所で違法な人体実験をうけた結果、超人的な体力と電気ノコギリを押し付けてもかすり傷ひとつ出来ない強靭な皮膚を得た。
ヘルズ・キッチンの小さなバーを営んでおり、気に入った女性客に声をかけてはベッドに連れ込んでいる。シーズン1第1話で店を訪れたジェシカにも声をかけて男女の仲になるが、以前声をかけた女性が人妻だった事でバーで揉め事となり一度は距離を置いたが、ジェシカが自分と同じような能力者と知り恋仲になる。 アントワン探しを依頼した際、ジェシカが妻の死に関わっていたことを知る。
シーズン3最終話に再び登場。トリッシュの暴走で打ちひしがれていたジェシカの前に現れて、決断を迫られる彼女を励ました。
パトリシア“トリシュ”・ウォーカー(Patricia "Trish" Walker)
演 - レイチェル・テイラー(Rachael Taylor)、（少女時代）キャサリン・ブレイズ(Catherine Blades)、日本語吹替 - 木下紗華
かつてパッツィ(Patsy)の芸名で知られた子役スター。現在はラジオのトリシュ・トークという人気番組のパーソナリティーを務める。ジェシカが事故で身寄りを亡くしたため、トリシュの母親がジェシカを引き取り養子にしたことでジェシカとは義理の姉妹となる。だが、母親がトリシュを虐待していたのをジェシカは見過ごせず、その怪力で投げ飛ばしたことでギクシャクしていた二人の関係は変わり、姉妹というより親友となった。
事故後半年の間は連絡が取れなかったが、いきなり現れて金をせびるジェシカを咎めながらも心配している。当初は音信不通だったこともあり、キルグレイヴのことで疑心暗鬼になる彼女との溝があったものの、姿を現したキルグレイヴのことを知り、次第に関係は修復されていく。
人一倍正義感が強いため、関わらせまいと遠ざけるジェシカに協力を申し出る。さらに自分の身を守るために密かにトレーナーを雇い、クラヴ・マガを学んでいる。
シーズン2
17年前のジェシカの事故を彼女に秘密で調査している。ジェシカの力になりたいと言いつつも、ラジオ番組はネタ切れで聴取率が低下している為、IGHやジェシカの事故をネタにしようとしていた。そのため、今回も暴走気味に行動している。
既にIGHのことや能力者にまつわる話を番組でしていたこともあり、何者かに狙われており、偶然手にいれたウィルの使っていた薬を服用しはじめてしまい、番組ではハイになりすぎた為に無茶苦茶な発言を連発して番組を潰してしまった。しかし、その歯に衣着せぬ発言が有名なキー局からのスカウトを受ける。ところが、そのタイミングで薬が切れてしまったことにより中毒症状を発症。そのまま出たことでまともな発言も出来なくなりスカウトもお流れになった。
学生時代の回想では全米ツアーを組む売れっ子スターだったこともあり、かなりワガママで無茶苦茶な生活をしてドラッグにまで手を出していた。
シーズン3
一見IGHでの実験での効果が無いように思われたが物語冒頭で能力が発現しており、猫のように暗闇で活動出来るほどの視力と、高所から落下しても平気な身体になっている。自身の能力を伸ばす為に1年間トレーニングに励み、その後「黒い覆面の女」としてヒーロー活動を開始する。
だが、母親が殺された事で感情の抑えが効かなくなり、更には子役時代に母親に刷り込まれた独り善がりな信念や自分の怒り、力を手に入れた事で正しい事が出来るという思い込みなど、さまざまな事がごちゃ混ぜになって暴走を引き起こし、懲らしめようとした悪人が母親を殺したサリンジャーに見えてしまい、弾みとはいえ汚職警官ナスバウマーを殺してしまう。
それによりジェシカが捕まってしまい、彼女の無実を晴らすつもりで襲った放火犯まで殺してしまう。これにより、犯罪者が罪を償うという事に対する解釈を歪解して完全に罪の意識を無くし、病院にサリンジャーを殺しに行くも、トリッシュに罪を犯させたくないジェシカと対決にまでなってしまう。だが、マルコムの協力で監禁され、サリンジャーが逮捕された事で自分の誤ちにようやく気付き、ジェシカとも仲直りしたかに見えたが、結局は暴走は止まらず、収監された警察署に忍込みサリンジャーを殺してしまった。
最後は殺人を平然と正当化するだけでなく喜びすら感じた彼女は、自首を勧めたジェシカとも決別。自分を証明するといって結局また暴走して人を半殺しにする。
最終的に捕まえる決断をしたジェシカが世間にトリッシュの名前を暴露し、国外逃亡を試みるもジェシカに見つかり、戦いとなり敗北。逮捕されラフト刑務所に収監された。
ウィル・シンプソン(Will Simpson)
演 - ウィル・トラバル(Wil Traval)、日本語吹替 - 杉村憲司
ニューヨーク市警の巡査部長。キルグレイヴに洗脳され、トリシュを殺しに現れる。殺される寸前で駆け付けたジェシカの機転により、トリシュが死んだと勘違いしたウィルはキルグレイヴの元に帰り自殺するよう再び洗脳されるが、直前でジェシカに救われる。その後、自責の念から協力しようと二人に付きまとう。次第に協力関係になり、トリシュとも男女の関係になる。物語中盤で負傷したために入院するが、呼びつけた謎の医者コズロフにもらった薬で精神に異常をきたして、助けようとしていたトリシュに手を挙げたばかりでなく、事務所に押し入って止めに入るトリシュの制止も聞かずジェシカを殺そうとまでした。負傷していたこともありジェシカを追い詰めたが、ウィルの薬を奪っていたトリシュが薬を服用。反撃に出たトリシュに推されて気絶した。その後、現れた謎の組織IGHに回収された。
シーズン2
組織を裏切り博士を殺害。トリシュの事を密かにつけ回している。しかし、実はトリシュを守るために彼女に接近していたが、誤解されていたこともあり言い出せずに付け回していた。トリシュに撃たれて捕まるも、何者かに襲われてジェシカたちを逃がそうとして囮になり殺された。
ミクロス・コズロフ博士(Dr. Miklos Kozlov)
演 - トーマス・コパチェ(Thomas Kopache)
ウィルが呼びつけた医者。謎の組織IGHのメンバーのようだが詳細は不明。危険な状態だったウィルに薬を渡して回復させ、ジェシカとの戦いで気絶したウィルを回収させた。
シーズン2では何者かにより殺害された模様。
クレア・テンプル(Claire Temple)
演 - ロザリオ・ドーソン、日本語吹替 - 本田貴子
デアデビルにてマットに協力していた女性看護士。偶成から運び込まれたルークの看護に付き、ルークやジェシカの特殊能力に気付いて病院から密かに逃がし、事務所に運び込まれたルークの看護をする。
ホープ・シュロットマン(Hope Shlottman)
演 - エリン・モリアーティ(Erin Moriarty)、日本語吹替 - 渡辺広子
ニューヨーク大学の学生で陸上選手。シーズン1第1話で彼女の両親の依頼により行方不明の彼女をジェシカが捜索。無事発見するものの、キルグレイヴの洗脳により両親を殺害してしまう。更にはキルグレイヴによるレイプにより妊娠しており、産みたくないとの想いから薬で堕胎している。ジェシカの依頼でジェリが弁護を受けるも、自暴自棄からまともに弁護を受けなかったりもしたが、ジェシカが自分と同じキルグレイヴの被害者であることを知るとようやく話すようになり、ジェシカの依頼によりジェリの弁護を受ける。終盤にキルグレイヴをジェシカが捕まえたことで気力を取り戻し、無事に無罪が決まって釈放寸前までいったが、再びキルグレイヴにより誘拐されてしまう。ジェシカを誘き出す材料に使われてしまい、ジェシカにキルグレイヴを殺す決心をさせるために自分で喉を切り裂いて自殺した。
彼女の捜索の過程で、ジェシカは死んだはずのキルグレイヴの帰還を知る事となる。
マルコム・デュカス(Malcolm Ducasse)
演 - エカ・ダービル(Eka Darville)、日本語吹替 - 中林俊史
ジェシカの隣人にして友人。薬物依存症で、毎日ふらついては誰かに迷惑をかけている。初登場もアパートの自室と間違えてジェシカの部屋に入ってきた。
実はキルグレイヴに雇われたスパイで、ジェシカの写真を求めたキルグレイヴによって麻薬浸けされて操られてしまう。真実を知ったジェシカだが結局は友人である彼を助け、ジェシカに監禁されて麻薬を抜いて正気を取り戻した。
シーズン2
薬物依存から脱し、ジェシカへの依頼を受けては仕事を捌く秘書のような役回りをしている。ジェシカには毎日クビにされているが押し掛け女房のように通いつめている。更には7歳の頃に親から習った建築技術を使ってジェシカのアパートを修繕と改装をしている。きちんと更生したように見えるが、ジェシカの元で真面目に働きながらも出会い系アプリで手当たり次第に若い女性と寝ている。
ロビン(Robyn)
演 - コルビー・ミニフィー(Colby Minifie)、日本語吹替 - もりなつこ
ジェシカの住むアパートの隣人。上の階に双子の弟ルーベンと一緒に住んでいる。ルーベンとは仲は良いものの、特に早朝の喧嘩が多くその度に下の階に住むジェシカは騒音に悩まされている。
やや被害妄想が激しい面があり、ジェシカがルーベンにちょっかいを出していると疑っていた。それがルーベンが殺されたことで更に酷くなり、ジェシカが関わっているとの疑念を持ち始めジェシカに付きまとうようになる。更にはマルコムの開いているキルグレイヴの被害者の会に付きまとい、ルーベン殺害の真実を知る。更には現れたキルグレイヴに利用されてジェシカを脅す材料にされた。キルグレイヴの能力を知ってもジェシカに対する憎しみは消えず、人を信じようとするマルコムに対して人は孤独で冷たいと彼女の真実を突きつけた。
ルーベン(Ruben)
演 - キーラン・マルケア(Kieran Mulcare)
ジェシカの住むアパートの隣人。双子の姉のロビンと二人暮らし。何かとジェシカに因縁を付ける姉と違い、彼女に惚れていて何かと気にかけている。だが、ジェシカ不在の事務所にいたキルグレイヴが気になり様子を訪ねたところ、彼に洗脳されてしまい、自ら首を切り裂いて殺されてしまう。
ジェリ・ホガース(Jeri Hogarth)
演 - キャリー＝アン・モス(Carrie-Anne Moss)、日本語吹替 - 日野由利加
ジェシカにたびたび仕事を依頼するホガース・チャオ&ベェノウィッツ弁護士事務所の弁護士。ジェシカの探偵の能力自体は評価しつつも気分屋と評しており、ジェシカからも皮肉や悪口をしょっちゅう言われて腹は立てている。ジェシカの能力者としての力も知っており、秘密は守っている。
レズビアンでありパートナーのウェンディと同性婚しているが、事務所の若い女性スタッフのパムと浮気しており、パートナーに離婚を迫っている。かなりあくどい不正も使っているため表に出せないこともたくさんあり、終盤はその証拠をウェンディに突き付けられている。
ジェシカからホープの弁護を頼まれるも、キルグレイヴの存在に懐疑的なこともあり、負けるのが濃厚なために当初は躊躇っていたが、捕まえたことで一転して弁護を引き受けた。
しかし、自身の離婚調停をキルグレイヴを使って有利に運ぼうと逃がそうする。1度は思いとどまるが、牢屋がわりの密閉室に細工をしていたことで結局は逃亡の手助けをしてしまい、更には逃げようとしたところに現れたキルグレイヴに洗脳される。負傷したために命令でウェンディの元に向かい彼女に治療をさせた後、口封じのためにウェンディを洗脳して殺されそうになるが、そこで現れたパムに救われた。パムの逮捕後、彼女の弁護を請けようとしたが、結婚の将来がなくなった彼女に冷たい態度を取るようになり逆にパムから三くだり半を突きつけられてしまった。
同じくNETFLIXのドラマ『デアデビル』『アイアン・フィスト』『ディフェンダーズ』にも登場している。
シーズン2
シーズン1で逮捕されたパムがセクハラで訴えて反撃してきており、新たに訴訟問題を抱えている。さらにはALS(筋萎縮性側索硬化症)を患っており、ショックのあまり自暴自棄を起こしていく。
ウェンディ・ロス＝ホガース(Wendy Ross-Hogarth)
演 - ロビン・ワイガート(Robin Weigert)
ジェリと同様レズビアンであり、ジェリの妻。離婚を突然突き付けられて調停中。離婚を拒否しているためにジェリがジェシカを使ってウェンディに説得をかけたり弱味を握ろうとしているがことごとく失敗。焦ったジェシカは脅しにかかるが不意に地下鉄に落とされてしまったことで逆上。ジェリの過去を材料に資産の75%を慰謝料として請求。
しかし、負傷したキルグレイヴに操られたジェリがウェンディの自宅に表れ、治療のためにウェンディを洗脳。その後、口封じのためにウェンディを操ってジェリを1000回刺して殺せと命令。そこに現れた浮気相手のパムが斬りつけられているジェリを助けようとして頭を殴られて死亡した。
パム(Pam)
演 - スージー・アブロマイト(Susie Abromeit)、日本語吹替 - 嶋田れいら
ジェリの秘書であり愛人。ウェンディに隠れて付き合っていたがバレたことで逆に堂々と付き合えると思ったが、ジェリの悪事を手伝っていたこともあり、キャリアを棒に振りそうな状況に焦っている。
終盤、ジェリを付けていた彼女がウェンディの自宅に入るのを目撃したため部屋を覗くと、襲われていたジェリを助けようと無我夢中になりウェンディを撲殺してしまう。
ジェリに弁護を頼んだものの、明らかに態度が一変した彼女に愛想をつかして依頼を取り下げて彼女と別れる決心をする。シーズン2には登場しないが、反撃の為にセクハラを受けたと訴訟を起こしている。
ボブ・シュロットマン(Bob Shlotman)
演 - イアン・ブラックマン(Ian Blackman)
バーバラ・シュロットマン(Barbara Shlotman)
演 - デボラ・ヘドウォール(Deborah Hedwall)
ホープの両親で最初の依頼人。夫のボブはゼネコン勤務で妻バーバラは会計士。ホープの友達によると二人とも娘への関心は陸上だけで、事実ジェシカに対する説明はお利口な面しか見えておらず、娘からもろくに相談は受けたことがない模様。ジェシカによりホープを連れ戻したが、洗脳されていたホープに殺されてしまう。
オードリー・イーストマン(Audrey Eastman)
演 - ジェシカ・ヘクト(Jessica Hecht)
シーズン1の二人目の依頼人。夫カルロ（演 - リッキー・ポール・ゴルディン(Ricky Paull Goldin)）の浮気を疑いジェシカに依頼する。ホープの事もありキルグレイヴに洗脳されていないかジェシカは疑ったが、実は浮気の依頼は嘘であり、ニューヨークのチタウリ侵攻で起きた破壊に母親が巻き込まれて亡くなったことの腹いせに能力者のジェシカを狙って夫と計画したことだった。
しかし、ただの逆恨みだったことに激怒したジェシカが部屋を破壊し、今度やったら仲間が襲うと脅したことで計画を中止した。
アントワン・グリア(Antoine Grier)
演 - ダンテ・Ｅ・クラーク(Dante E. Clark)
ルークが探して欲しいと依頼してきた行方不明の男性。借金を残して逃げたために彼の姉セリーナがルークに頼んできたということだったがそれは嘘で、ルークの妻の死の証拠を持っているセリーナと取引するためにルークが探していた。本人は借金返済のために大麻製造をしていたが、ジェシカとルークに見つかり連れ戻された。
セリーナ・グリア(Serena Grier)
演 - ジェスミル・ダーブーズ(Jesmille Darbouze)
ルークに弟アントワン探しを依頼した女性。アントワンが戻ったことで証拠を渡した。
ドロシー・ウォーカー(Dorothy Walker)
演 - レベッカ・デモーネイ(Rebecca De Mornay)
トリシュの実母でありジェシカの養母。幼い頃からプロダクションを経営しており、パッツィとしてのトリシュマネージャーでもある。トリシュを幼い頃から自分の商品としてこき使っており、様々なことを躾として虐待していた。
キルグレイヴ(Kilgrave)
演 - デイヴィッド・テナント(David Tennant)、（少年時代）ジェームズ・フリードソン＝ジャクソン(James Freedson-Jackson)、日本語吹替 - 加瀬康之
シーズン1を通してのヴィラン。原作では「パープルマン」の異名で有名。一見は紳士的な態度の二枚目の男性だが、実際は自身の特殊能力の特性から他人の事は便利な操り人形のようにしか思っておらず他者の命を奪うことに何の良心の呵責も感じない極めて身勝手なサイコパス的思考の持ち主。かつてヒーロー活動を開始したばかりのジェシカを能力により洗脳し恋人のように扱いながら幽閉。彼女の心身に長期間に渡ってPTSDで苦しむほどの重度のトラウマを与えヒーロー活動引退に追い込んだ。
現在も彼女に対して異常な程の執着を持っており、その気になれば世界征服さえ可能な強大な力を持ちながらもその力をジェシカに対する偏執的なストーキングのみに用いて彼女を再び心身共に追い詰めていく。
自分の声をひと声聞かせるだけで相手に強力な暗示をかけ命じるままに行動させる能力を持つ。命令された相手は、他者の殺害や自害は勿論、自分を拷問するといった無茶な命令にも決して抗う事は出来ないという正に他者の生死さえ支配する全知全能とも言える能力の持ち主だが、その一方で「クソくらえ」と言うようなふとした発言でも命令調であれば相手は強制的に従ってしまうがために、他者との普通の会話に憧れるという感傷的な一面も持つ。
キルグレイブ自身は己の能力は超能力者を作ろうとした両親から幼少時に様々な人体実験を受けた結果だと語っていたが、それは同情を買うための嘘で、実際は彼の命に関わる疾患を治すために行ったウイルス治療で投与したウイルスが体内で偶発的に突然変異を起こし、宿主としてそのウイルスを媒介することでウイルスに感染した相手を操る能力を得たというのが真実であり彼の能力の秘密である。
さらにその後、父親を脅迫してウイルスを追加注入したことで能力が強化され、洗脳時間の延長やウイルスの散布距離の延長により範囲内であれば直接話すだけでなく機器を通してでも暗示をかける事が可能になり、物語の後半には病院内の全ての人々を院内放送をかけただけで自在に操ることさえ可能となった。
ジェシカを再び手に入れるためにホープを操って家族を殺害させる事で自らの近くに探偵であるジェシカを呼び寄せるなど彼女の生活に徐々に侵食していき、ジェシカの恋人であるルークに彼女を襲わせることで疑心暗鬼に陥らせたりする等様々な策謀を用いるも、実はジェシカ自身はキルグレイブとあまりにも長期間共にいたことから彼のウイルスに対して抗体ができていて能力が効き難くなっており、その事への焦りと強化された自身の能力への過信から人質無しでジェシカと会うという普段の彼からすると考えられない失策を犯してしまい、積年の恨みを晴らすタイミングを伺っていた彼女の暗示にかかった演技に騙されて不用意に近づいた際に首の骨をへし折られて死亡した。
シーズン2
ジェシカの空想として登場し、生前以上にネチネチと気持ち悪く看守を殺してしまったジェシカの回りを付きまとう。

### シーズン2からの登場
プライス・チェン
チェン・コンサルタント社長。実情は探偵でジェシカによると探偵をカッコつけて言っているだけの男。
ホガースからの依頼でジェシカに接近してジェシカの顧客を奪ったが、逆にチェンの顧客の案件を解決して客を持っていかれてしまう。逆上してジェシカの過去や死んだ家族をバカにしたことでキレたジェシカに殴り飛ばされて重傷を負う。
アロウチョ・オスカー
ジェシカのアパートの新しい管理人。優しそうな人に見えるが、ウィザーの事件が起こると手のひらを返したようにジェシカへの態度は一変。子供を守るためとしてジェシカを事故現場で見なかったと偽称し、更にはアパートから追い出そうとする。
ロバート・コールマン/ウィザー
何者かに狙われているという太った男性。自称能力者で、人より数倍のスピードで移動が出来る。何度かジェシカを訪ねるが依頼を断られる。実際は本当に能力者であり狙われていた。狙われた危機感からジェシカに銃を向けて助けを迫ったことで超スピード能力を発動したが、怒ったジェシカから逃げる途中で狙われていた何者かにより殺された。
グリフィン・シンクレア
トリシュの恋人で報道記者。彼女を心底愛しており、作中でプロポーズをするも断られてしまい破局した。
フランクリン・“フォギー”・ネルソン（英語版）(Foggy Nelson)
デアデビルシーズン1にてジェリに引き抜かれて彼女の事務所の弁護士となった。事務所から早期退職を迫られるジェリの味方になろうとするが、ヤケを起こしたジェリに暴言を吐かれて突き放されてしまう。
マクシミリアン・テイタム
通称マックス。映画監督。15歳だったトリシュをドロシーが仕事を与えるとして彼に差し出し、甘い言葉でベッドに連れ込んだ変態。ジェシカとトリシュに脅されてジェシカのいた病院のカルテを手に入れる。
スターリング
学生時代のジェシカの恋人。当時ジェシカとトリシュが通っていたクラブのバーテンダーで、オーナーやマネージャーとソリが合わず喧嘩して飛び出したその日にジェシカと男女の関係になり恋人になる。
自分のクラブ「クラブ エイリアス」という店を持つ夢を持っていて着々と準備を進めている。(ジェシカの事務所「エイリアス探偵事務所」の名前はこのクラブの名前をもらっている)
しかし、悪い仲間から金を借りているようで時おり催促に来ている。その仲間が犯罪を犯そうとしてジェシカを用心棒に引き入れようとしてきた為、計画に載ったフリをしてやり過ごした直後に娘を利用されたと怒り狂ったアリサによって殺されてしまう。
アリサ・ジョーンズ
死んだと思われていたジェシカの母親。カールの遺伝子整理実験(遺伝子を正常な列に並び替える実験)によって全身やけどの状態から回復した。
しかし、生来の気性の荒さが実験の副作用で更に酷くなり、更にはジェシカを超える怪力を手に入れたことで自分を抑えられなくなってしまう。12年かけてカールが治療を施していたが、その間にも何人もの人を殺しており、自分で感情制御がまるで出来ない為に衝動的に殺人を繰り返していた。
ジェシカに見つかったことで通報され逮捕されたが、カールに関することは黙秘したままジェリにより減刑が見えてきたが、カールが死んだことを知り脱走。トリシュがカールを殺したと勘違いして病院に現れるがジェシカに邪魔され、続いて現れた刑事を人質に取り殺して逃亡してしまう。ジェシカに見つかるが、逃がすか通報するかを迷った末にジェシカと一緒に逃避行をする。
カール・マルス
演 - カラム・キース・レニー(Callum Keith Rennie)
ジェシカやアリサたちを治療したIGHの医者。12年かけてアリサに寄り添いながら治療を施してきたが、治療を名目に様々な実験をIGHでも繰り返してきた。アリサを愛するようになるが、結果的に彼女の殺人を黙認して殺人を繰り返させており、愛しながらも彼女の暴力的な部分に恐怖していた。
アリサが警察に捕まったことで、ジェシカに国外逃亡を促されて逃げる寸前で能力を求めたトリシュに拐われてしまう。手術の途中で乱入したジェシカに邪魔され逆上した彼女に殺されそうになるが、踏みとどまったジェシカをみて自分の今までを後悔し病院を爆破して自殺した。

## エピソード一覧

### シーズン一覧
| シーズン | シーズン | エピソード | 米国での配信日 |
| -------- | -------- | ---------- | -------------- |
|          | 1        | 13         | 2015年11月20日 |
|          | 2        | 13         | 2018年3月8日   |
|          | 3        | 13         | 2019年6月14日  |

### シーズン1 （2015年）
| 通算 | 話数 | タイトル                 | 原題                      | 監督               | 脚本                             | 配信日 (米国)  |
| ---- | ---- | ------------------------ | ------------------------- | ------------------ | -------------------------------- | -------------- |
| 1    | 1    | AKA レディース・ナイト   | AKA Ladies Night          | S. J. Clarkson     | Melissa Rosenberg                | 2015年11月20日 |
| 2    | 2    | AKA クラッシュ症候群     | AKA Crush Syndrome        | S. J. Clarkson     | Micah Schraft                    | 2015年11月20日 |
| 3    | 3    | AKA 気つけ薬             | AKA It's Called Whiskey   | David Petrarca     | Liz Friedman Scott Reynolds      | 2015年11月20日 |
| 4    | 4    | AKA 99人の能力者         | AKA 99 Friends            | David Petrarca     | Hilly Hicks, Jr.                 | 2015年11月20日 |
| 5    | 5    | AKA 着ぐるみが命の恩人   | AKA The Sandwich Saved Me | Stephen Surjik     | Dana Baratta                     | 2015年11月20日 |
| 6    | 6    | AKA 当選詐欺             | AKA You're a Winner!      | Stephen Surjik     | Edward Ricourt                   | 2015年11月20日 |
| 7    | 7    | AKA 一流の変態           | AKA Top Shelf Perverts    | Simon Cellan Jones | Jenna Reback Micah Schraft       | 2015年11月20日 |
| 8    | 8    | AKA ジェシカならどうする | AKA WWJD?                 | Simon Cellan Jones | Scott Reynolds                   | 2015年11月20日 |
| 9    | 9    | AKA シンビン             | AKA Sin Bin               | ジョン・ダール     | Jamie King Dana Baratta          | 2015年11月20日 |
| 10   | 10   | AKA 1000回切りつけろ     | AKA 1,000 Cuts            | Rosemary Rodriguez | Dana Baratta Micah Schraft       | 2015年11月20日 |
| 11   | 11   | AKA 耐性をつけてから     | AKA I've Got the Blues    | Uta Briesewitz     | Scott Reynolds Liz Friedman      | 2015年11月20日 |
| 12   | 12   | AKA 殺しの順番待ち       | AKA Take a Bloody Number  | Billy Gierhart     | Hilly Hicks, Jr.                 | 2015年11月20日 |
| 13   | 13   | AKA 笑顔で               | AKA Smile                 | Michael Rymer      | Scott Reynolds Melissa Rosenberg | 2015年11月20日 |

### シーズン2 （2018年）
| 通算 | 話数 | タイトル                     | 原題                                         | 監督                   | 脚本                          | 配信日 (米国) |
| ---- | ---- | ---------------------------- | -------------------------------------------- | ---------------------- | ----------------------------- | ------------- |
| 14   | 1    | AKA 話してみて               | AKA Start at the Beginning                   | Anna Foerster          | Melissa Rosenberg             | 2018年3月8日  |
| 15   | 2    | AKA 不可解な事故             | AKA Freak Accident                           | Minkie Spiro           | Aïda Mashaka Croal            | 2018年3月8日  |
| 16   | 3    | AKA 唯一の生存者             | AKA Sole Survivor                            | Mairzee Almas          | Lisa Randolph                 | 2018年3月8日  |
| 17   | 4    | AKA 標的はホームレス         | AKA God Help the Hobo                        | Deborah Chow           | Jack Kenny                    | 2018年3月8日  |
| 18   | 5    | AKA タコ                     | AKA The Octopus                              | Millicent Shelton      | Jamie King                    | 2018年3月8日  |
| 19   | 6    | AKA ビデオ通話は笑顔で       | AKA Facetime                                 | Raelle Tucker          | Raelle Tucker                 | 2018年3月8日  |
| 20   | 7    | AKA I Want Your Cray Cray    | AKA I Want Your Cray Cray                    | Jennifer Getzinger     | Hilly Hicks Jr.               | 2018年3月8日  |
| 21   | 8    | AKA 楽しいことなんて無い     | AKA Ain't We Got Fun                         | Zetna Fuentes          | Gabe Fonseca                  | 2018年3月8日  |
| 22   | 9    | AKA 浴槽にサメ、ベッドに怪物 | AKA Shark in the Bathtub, Monster in the Bed | Jenny Klein            | Jamie King Dana Baratta       | 2018年3月8日  |
| 23   | 10   | AKA ポークチョップ           | AKA Pork Chop                                | Neasa Hardiman         | Aïda Mashaka Croal            | 2018年3月8日  |
| 24   | 11   | AKA 3人殺してる              | AKA Three Lives and Counting                 | ジェニファー・リンチ   | Jack Kenny Lisa Randolph      | 2018年3月8日  |
| 25   | 12   | AKA 無事を祈って             | AKA Pray for My Patsy                        | リズ・フリードランダー | Raelle Tucker Hilly Hicks Jr. | 2018年3月8日  |
| 26   | 13   | AKA 遊園地                   | AKA Playland                                 | Uta Briesewitz         | Melissa Rosenberg             | 2018年3月8日  |

### シーズン3 （2019年）
| 通算 話数 | シーズン 話数 | タイトル                                                               | 監督                 | 脚本                                                                        | 公開日        |
| --------- | ------------- | ---------------------------------------------------------------------- | -------------------- | --------------------------------------------------------------------------- | ------------- |
| 27        | 1             | "AKA 完璧なバーガー" "A.K.A The Perfect Burger"                        | マイケル・レーマン   | Melissa Rosenberg                                                           | 2019年6月14日 |
| 28        | 2             | "AKA いいのよ" "A.K.A You're Welcome"                                  | クリステン・リッター | Hilly Hicks, Jr.                                                            | 2019年6月14日 |
| 29        | 3             | "AKA 脾臓(ひぞう)摘出" "A.K.A I Have No Spleen"                        | Anton Cropper        | Lisa Randolph                                                               | 2019年6月14日 |
| 30        | 4             | "AKA カスタマーサービスで注文" "A.K.A Customer Service is Standing By" | Liesl Tommy          | ジェイミー・キング                                                          | 2019年6月14日 |
| 31        | 5             | "AKA かなわぬ願い" "A.K.A I Wish"                                      | Mairzee Almas        | J. Holtham                                                                  | 2019年6月14日 |
| 32        | 6             | "AKA 謝罪の顔" "A.K.A Sorry Face"                                      | Tim Iacofano         | ジェシー・ハリス                                                            | 2019年6月14日 |
| 33        | 7             | "AKA オリジナルの新技" "A.K.A The Double Half-Wappinger"               | Larry Teng           | Nancy Won                                                                   | 2019年6月14日 |
| 34        | 8             | "AKA カメラと仲良く" "A.K.A Camera Friendly"                           | Stephen Surjik       | Scott Reynolds                                                              | 2019年6月14日 |
| 35        | 9             | "AKA 今日私がしたこと" "A.K.A I Did Something Today"                   | Jennifer Getzinger   | Lisa Randolph                                                               | 2019年6月14日 |
| 36        | 10            | "AKA ヒーローのつもり" "A.K.A Hero Pants"                              | Sanford Bookstaver   | Hilly Hicks, Jr. & ジェイミー・キング                                       | 2019年6月14日 |
| 37        | 11            | "AKA ヘルキャット" "A.K.A Hellcat"                                     | Jennifer Getzinger   | Jane Espenson                                                               | 2019年6月14日 |
| 38        | 12            | "AKA 虫だらけ" "A.K.A A Lotta Worms"                                   | Sarah Boyd           | Scott Reynolds                                                              | 2019年6月14日 |
| 39        | 13            | "AKA すべて" "A.K.A Everything"                                        | Neasa Hardiman       | 原案: Melissa Rosenberg & Nancy Won 脚本: Melissa Rosenberg & Lisa Randolph | 2019年6月14日 |